# Akçay
Akçay és un mahalle del districte d'Edremit a la província de Balıkesir (Turquia) a 10 km d'Edremit. El 1397 el sultà Baiazet I va anar a Anatòlia i va derrotar a l'emir karamànida Ala al-Din Beg a la batalla d'Akçay, i el va obligar a fugir cap a Konya; l'emir fou entregat als otomans, executat, i el seu principat fou annexionat.